# Nezhdet Zalev
Nezhdet Zalev, né le 13 juillet 1937 et mort le 19 mai 2011, est un lutteur bulgare spécialiste de la lutte libre. Il participe aux Jeux olympiques d'été de 1960 en combattant dans la catégorie des poids coqs (52–57 kg). Il remporte la médaille d'argent.

## Palmarès

### Jeux olympiques
- Jeux olympiques de 1960 à Rome,  Italie
  -  Médaille d'argent.